# Clééia
Dans la mythologie grecque, Clééia (en grec ancien Κλεεια / Kleeia) est une des Hyades. Elle n'est citée que dans une scholie de Servius.

## Famille
Son père, le père des hyades, est, le plus souvent, désigné comme étant Atlas qui l'aurait engendré avec une océanide, tantôt Éthra, tantôt Pléioné.

## Évocation moderne

### Astronomie
Son nom a été donné à l'étoile 68 Tauri dans l'amas des Hyades.